# Peanut punch
Peanut punch je nápoj rozšířený především v oblasti Karibiku (hlavně v trinidadské, jamajské a guyanské kuchyni). Jeho základem je arašídové máslo (případně mleté arašídy), mléko a cukr. Někdy se ale přidává také voda, kondenzované mléko, rum, různá koření (vanilka, skořice, muškátový oříšek), angostura, banán nebo corn flakes.
Peanut punch je někdy považován za afrodisiakum, a to kvůli tomu, že má vysoký obsah tuku a bílkovin a má obecně vysokou energetickou hodnotu.